# Jhonny Núñez
Pour les articles homonymes, voir Núñez.
Jhonny J. Núñez, né le 26 novembre 1985 à San José de las Matas (République dominicaine), est un joueur dominicain de baseball évoluant en Ligue majeure de baseball avec les Rays de Tampa Bay.

## Carrière
Jhonny Núñez est recruté en 2006 comme agent libre amateur par les Dodgers de Los Angeles. Il joue la saison 2006 avec les GCL Dodgers au niveau recrues des ligues mineures puis passe chez les Nationals de Washington en 2007. Núñez poursuit sa progression en Ligues mineures passant du Simple-A en 2007 au Double-A en 2008 avant d'être transféré chez les Yankees de New York en cours de saison 2008.
Toujours joueur de ligues mineures, Núñez rejoint l'organisation des White Sox de Chicago le 13 novembre 2008,  à l'occasion d'un échange impliquant plusieurs joueurs. Il joue en Double-A et Triple-A puis fait ses débuts en Ligue majeure le 2 août 2009.
Après deux saisons entières passées en ligues mineures dans l'organisation des White Sox, Núñez rejoint les Rays de Tampa Bay le 6 décembre 2011.

## Statistiques
| Saison | Équipe     | G | GS | CG | SHO | V | D | SV | IP  | SO | ERA  |
| ------ | ---------- | - | -- | -- | --- | - | - | -- | --- | -- | ---- |
| 2009   | Chicago WS | 7 | 0  | 0  | 0   | 0 | 0 | 0  | 5.2 | 3  | 9,53 |
| Totaux | Totaux     | 7 | 0  | 0  | 0   | 0 | 0 | 0  | 5.2 | 3  | 9,53 |

Note : G = Matches joués ; GS = Matches comme lanceur partant ; CG = Matches complets ; SHO = Blanchissages ; 
V = Victoires ; D = Défaites ; SV = Sauvetages ; IP = Manches lancées ; SO = Retraits sur des prises ; ERA = Moyenne de points mérités.